# البدائي (فلم 2019)
البدائي (بالإنجليزية: Primal) فيلم أكشن وإثارة لعام 2019 من إخراج نيك باول وبطولة نيكولاس كيج وفامك يانسن وكيفن دوراند. تم تصوير الفيلم في بورتوريكو وصدر في الولايات المتحدة في 8 نوفمبر 2019.

## طاقم التمثيل
- نيكولاس كيج: في دور فرانك والش
- فامك جانسن: في دور الدكتورة إلين تايلور
- كيفن دوراند: في دور ريتشارد لوفلر
- لامونيكا جاريت: في دور جون رينجر
- مايكل إمبريولي: في دور بول فريد[2]

## أحداث الفيلم
فرانك والش صياد حيوانات ماهر وهو متخصص في الأنواع النادرة والخطيرة. اصطاد فرانك مؤخرًا نمرًا أبيضًا نادرًا للغاية من الغابات المطيرة في البرازيل بشكل غير قانوني عن طريق تهدئته أثناء جلوسه على منصة خشبية عالية فوق شجرة. يرفض مساعد والش معاونته في تحريك الحيوان بسبب الخرافات المحلية، ويتوقع فرانك بيعه لحديقة حيوانات مقابل ثروة. يحجز فرانك سفينة حاويات لتسليم النمر مع حيوانات أخرى إلى الولايات المتحدة، ومع ذلك، يحتاج الأمريكان أيضًا إلى السفينة لنقل قاتل سياسي سيئ السمعة وناشط سابق في القوات الخاصة هو ريتشارد لوفلر، الذي يتم تسليمه من أجل تقديمه إلى المحاكمة. لا يمكن نقل لوفلر بالطائرة لأنه يعاني من نوبات مرتبطة بالضغط الجوي، كما انه مقيد بالسلاسل إلى كرسي داخل قفص. الملازم البحري الدكتور إلين تايلور هو الطبيب المسؤول عن الاحتياجات الطبية لوفلر، يرأس الصياد والش والدكتور تايلور. يجد تايلور أن والش متعجرفًا وغير أمين ويخبره بذلك. يهرب لوفلر في طريقهم إلى الولايات المتحدة، ويطلق معه حيوانات خطرة بما في ذلك الأفاعي السامة التي أسرها والش لمهاجمة خاطفيه وإحداث الفوضى. تهرب مجموعة من أفراد الطاقم في قارب نجاة، تاركين والش وتايلور وآخرين وراءهم. يقتل لوفلر العديد من الأشخاص الذين كانوا على متنها، ولكن في النهاية يتم إخضاعها من قبل والش الذي يستخدم مهاراته العالية للقبض علي لوفلر.

## استقبال الفيلم
منح موقع الطماطم الفاسدة، اعتبارًا من سبتمبر 2020، الفيلم تقييم قدره 38% بناء على آراء 39 ناقد، ونص إجماع النقاد على ما يلي: «في المقام الأول نعرف أن الذي يثير اهتمام نيكولاس كيج هم عشاق أفلام الدرجة الثانية، ولكن الفيلم يعاني من نقص مؤسف في الطاقة الأولية»، وعلى موقع ميتاكريتيك، اعتبارًا من سبتمبر 2020، حصل الفيلم على متوسط درجات %32، بناءً على 11 ناقد سينمائي.
كتب د د كراولي على موقع نايتمارش كونجورجنز Nightmarish Conjurings: "الفيلم يشبه فيلم جومانجي، ولكن مع محتوى أقل ملاءمة للعائلة والمزيد من أصوات الحيوانات. إذا كنت تبحث عن الاكشن، فإنني أوصي بشدة بهذا الفيلم". منح موقع "فليكرينج مايث Flickering Myth الفيلم تصنيف 3 نجوم من 5. أعربت المدونة الأمريكية "فيلم سكول ريجكت Film School Rejects" عن التقدير للفيلم، حيث كتبت ما يلي: "لدى الفيلم على الأقل خطاف إضافي لصيد الحيوانات القاتلة التي تجلب بعض الإثارة وتسمح ببعض المرح"، كما وصفه موقع "الديلي بيست The Daily Beast" بأنه فيلم ممتع ومنحه درجة (B). أشار نويل موراي من صحيفة لوس أنجلوس تايمز إلى أنه متعب أكثر من كونه ممتع. منح موقع روجر إيبرت الفيلم نجمة ونصف من أصل 4 نجوم. كتبت مجلة فارايتي: "إنه فيلم ترفيهي بشكل مقبول ولكن يمكن نسيانه على الفور".

## وصلات خارجية
- البدائي على موقع IMDb (الإنجليزية)
- البدائي على موقع روتن توميتوز (الإنجليزية)
- البدائي على موقع ألو سيني (الفرنسية)
- البدائي على موقع فيلمافينيتي (الإسبانية)
- البدائي على موقع قاعدة بيانات الفيلم (الإنجليزية)
- البدائي على موقع ليتربوكسد (الإنجليزية)
- البدائي على موقع كينوبويسك (الروسية)